# Leiodermatium deciduum
Leiodermatium deciduum är en svampdjursart som först beskrevs av Schmidt 1879.  Leiodermatium deciduum ingår i släktet Leiodermatium och familjen Azoricidae.
Artens utbredningsområde är Mexikanska golfen. Inga underarter finns listade i Catalogue of Life.